# شبه‌دموکراسی
اصطلاح شبه‌دموکراسی برای اشاره به دولتی استفاده می‌شود، که دارای ویژگی‌های دموکراسی و اقتدارگرایی باشد.
اصطلاح «نیمه‌دموکراتیک» به رژیم‌های دارای ثباتی گفته می‌شود که عناصر دموکراسی و اقتدارگرایی را باهم ترکیب می‌کنند. اکثر آن‌ها دارای نظام حزب حاکم هستند. در چنین نظام‌هایی احزاب مخالف اجازه فعالیت داشته و انتخابات آزاد نیز برگزار می‌شود. امّا گاهی حزب حاکم قدرت را از طریق تقلب انتخاباتی حفظ می‌کند. همچنین ممکن است انتخابات عادلانه باشند، اما کارزارهای انتخاباتی همراه با آن‌ها عادلانه نباشند. یک دموکراسی جوان و بدون ثبات، که در جهت پیشرفت و ثبوت حرکت می‌کند معمولاً به عنوان شبه‌دموکراسی طبقه‌بندی نمی‌شود.